# 帕拉林匹克運動會中國澳門代表團
澳門的殘奧委員會成立於1979年。1988年，該隊首次參加夏季帕拉林匹克運動會。並且參加之後每一屆夏季帕運會（2020年除外），但未參加冬季帕拉林匹克運動會。1999年澳門移交後，開始以中國澳門名義參賽。
澳門是領域面积最小的帕運代表團。該隊目前為止尚未獲得任何帕運獎牌。
儘管澳門未能參加奧林匹克運動會，但由於澳門的殘奧委會受國際殘疾人奧林匹克委員會認可，令澳門可以獨立身份參加殘奧。

## 歷史
澳門本來是葡萄牙殖民地，在1988年首次派出選手參加在韩国漢城舉行的夏季殘奧會，1999年回歸中國，成立特別行政區後改以「中國澳門」名義參加國際體育賽事。由於澳門的地區奧林匹克委員會尚未得到国际奥林匹克委员会的承認，所以澳門不可以自行組隊參加奥林匹克运动会，不過澳門可以自行組隊參加亞洲運動會等體育賽事。澳門自1988年起已經連續參加了8屆夏季殘奧會，但在2020年首度缺席。雖然澳門特殊奧運會轄下泳手陳裕嘉取得2020年東京殘奧的外卡資格，原本有望繼2016年里約殘奧後，連續兩屆代表澳門征戰殘奧。但澳門特殊奧運會執行總監蕭宇康當時以「東京疫情未有減退跡象，如果代表團成員在染疫的情況下返回澳門，有機會對社會構成負面影響。」為由，在和陳裕嘉父母以及澳門殘疾人奧委會管理層商討後決定退賽。直至2024年，同屬澳門特殊奧運會轄下運動員的趙巧莉取得巴黎殘奧的外卡資格，亦意味著澳門相隔八年之後重返殘奧賽場。而他們既沒有參加過冬季殘奧會，也沒有在殘奧會獲得任何獎牌。

## 開幕式旗手
| 年份   | 主辦地點       | 旗手     | 比賽項目 |
| ------ | -------------- | -------- | -------- |
| 1988年 | 南韓漢城       | 資料暫缺 | 資料暫缺 |
| 1992年 | 西班牙巴塞隆納 | 資料暫缺 | 資料暫缺 |
| 1996年 | 美國阿特蘭大   | 資料暫缺 | 資料暫缺 |
| 2000年 | 澳洲悉尼       | 資料暫缺 | 資料暫缺 |
| 2004年 | 希臘雅典       | 文成傑   | 田徑     |
| 2008年 | 中国北京       | 鄺小英   | 田徑     |
| 2012年 | 英国伦敦       | 劉燕儀   | 輪椅擊劍 |
| 2016年 | 巴西里約熱內盧 | 陳裕嘉   | 游泳     |
| 2020年 | 日本東京       | 退賽     | 退賽     |
| 2024年 | 法國巴黎       | 趙巧莉   | 田徑     |